# Necolio sidereus
Necolio sidereus là một loài tò vò trong họ Ichneumonidae.